# Conand
Conand település Franciaországban, Ain megyében. Lakosainak száma 136 fő (2022. január 1.). Conand Arandas, Bénonces, Cleyzieu, Ordonnaz, Saint-Rambert-en-Bugey és Souclin községekkel határos.

## Népesség
A település népességének változása:
| Lakosok száma | 90   | 91   | 56   | 104  | 113  | 118  | 124  | 132  | 133  | 136  |
|               | 1968 | 1982 | 1990 | 2006 | 2013 | 2015 | 2017 | 2019 | 2020 | 2022 |